# Эшуорт, Джинн
Джинн Чесли Эшуорт (англ. Jeanne Chesley  Ashworth; 1 июля 1938, Берлингтон, Вермонт, США — 4 октября 2018, Уилмингтон, Нью-Йорк, США) — американская конькобежка, бронзовый призёр Олимпийских игр 1960 года.

## Биография
Джинн Эшуорт родилась в 1938 году в Берлингтоне. В 1960 году на зимних Олимпийских играх Эшуорт завоевала бронзовую медаль на дистанции 500 м, уступив Хельге Хаазе и Наталье Донченко. Эшуорт стала первой американкой, получившей олимпийскую медаль в конькобежном спорте. Также участвовала в Олимпийских играх 1964 и 1968 годов, однако не заняла призовых мест. Она была 11 раз чемпионкой США.
В 1960 году Эшуорт получила степень бакалавра в области физиотерапии. После окончания университета она переехала в Уилмингтон, штат Нью-Йорк. Она работала тренером в Лейк-Плэсиде и состояла в местном олимпийском комитете на зимних Олимпийских играх в Лейк-Плэсиде в 1980 году. Также она помогала управлять компанией по производству игрушек и конфет. В 1993 году её включили в Зал славы Лейк-Плэсида. Эшуорт в скончалась в 2018 году от рака поджелудочной железы на 81-м году жизни.